# 9º Reggimento bersaglieri
Il 9º Reggimento bersaglieri è stato un reggimento del Regio Esercito che ha preso parte alle guerre coloniali italiane e alle due guerre mondiali.
Le sue tradizioni sono state ereditate nell'Esercito Italiano, dal 1975 al 1996, dal 28º Battaglione bersaglieri "Oslavia".

## Storia
Il 9º Reggimento Bersaglieri venne costituito a Cuneo 1l 1º gennaio 1871 con il XXVIII Battaglione, già decorato di Medaglia di bronzo al valor militare nelle guerre risorgimentali e dai battaglioni XXX, XXXII e XL. I suoi reparti erano stati frequentemente impegnati nelle campagne contro il brigantaggio e in servizio di ordine pubblico a San Giovanni in Persiceto dove si era verificata una feroce insurrezione di contadini contro la tassa sul macinato reintrodotta dal governo nazionale, conseguendo una Medaglia di bronzo al valor militare
Dopo la costituzione il reggimento prese parte alla campagna coloniale del 1895 in Eritrea, e alla campagna di Libia del 1911 nel corso della quale prese parte all'occupazione di Sidi Said inquadrato nella colonna "Cavaciocchi".
In occasione del Terremoto di Messina del 1908 ricevette e una Medaglia d'argento di Benemerenza per il soccorso prestato alle popolazioni.
All'entrata in guerra dell'Italia nel primo conflitto mondiale il reggimento di stanza ad Asti sin dal 1883, era costituito dai battaglioni XXVIII, XXX, XXXII e IX Ciclisti. prendendo parte al conflitto nel corso del quale venne sciolto per eventi bellici il 17 novembre 1917, ad eccezione del battaglione ciclisti, che nel giugno 1918 prese parte alla battaglia del solstizio, in cui diede nuove prove del suo valore, meritando la citazione sul bollettino di guerra n.° 1123 del Comando
Supremo del 21 giugno 1918; pochi giorni dopo, il 24 giugno 1918, il IX Battaglione bersaglieri ciclisti venne sciolto ed i suoi elementi incorporati in reparti di assalto.
Nel corso del conflitto alla guida del reggimento si sono alternati i seguenti comandanti:
- Colonnello Luigi Baronia, dal 24 maggio al 24 luglio 1915
- Colonnello Guglielmo Ranieri, dal 25 luglio al 2 ottobre 1915
- Colonnello Guglielmo Caldera, dal 3 ottobre 1915 al 16 aprile 1916
- Colonnello Roberto Pasini, dal 17 aprile al 6 agosto 1916
- Colonnello Francesco Borrelli, dal 14 agosto 1916 al 7 maggio 1917
- Colonnello Arturo Radaelli, dal 14 maggio al 17 novembre 1917.

Il 20 febbraio 1919 il 20º Reggimento bersaglieri assunse la denominazione di 9º Reggimento bersaglieri ed i battaglioni LXX, LXXI e LXXII assunsero, rispettivamente, la denominazione di XXVIII, XXX e XXXII.
Per effetto della circolare ministeriale n.° 3.760 del 7 luglio 1924 viene tutto trasformato in ciclisti e con il battaglione quadro soppresso. L'11 marzo 1926, con la legge nº 396, il Reggimento venne articolato su Comando, Deposito e due Battaglioni, XXVIII e XXX. Nel 1930 il XXX battaglione venne riconfigurato in battaglione mitraglieri ed il 15 marzo 1931 venne ricostituito il XXXII battaglione anch'esso mitraglieri.
Nel 1929 la sede del reggimento venne trasferita dalla caserma Carlo Alberto di Asti a Zara.
In occasione della campagna d'Etiopia del 1935-1936 il 9º Reggimento bersaglieri fornì al 3º Reggimento bersaglieri 162 militari di complemento.
Dal 10 agosto 1936, il Reggimento venne riconfigurato in Reggimento Motorizzato con alle sue dipendenze il XXVIII battaglione ciclisti, il XXX battaglione autoportato e il XXXII battaglione motomitraglieri.
Nel 1937 la sede del reggimentovenne trasferita a Treviso.
Nel 1939 il comando di Reggimento e il XXVIII battaglione presero parte all'occupazione dell'Albania. Il 1º aprile 1939, il Reggimento venne inquadrato alle dipendenze della Divisione motorizzata "Trieste" e l'11 luglio viene sciolto il XXVIII battaglione ciclisti.
Nel mese di aprile del 1940 vennero assegnati al Reggimento il XL battaglione autoportato, che dal 3 novembre successivo avrebbe assunto la denominazione di XXVIII battaglione, la 105ª Compagnia cannoni da 47/32 ed un autoreparto e la sede del reggimento trasferita a Cremona. All'ingresso dell'Italia nel secondo conflitto mondiale delle ostilità, essendo il reggimento alle dipendenze organiche della Divisione motorizzata "Trieste", venne schierato con tale la grande unità nella quale era inquadrato, sul fronte occidentale.
Nel mese di agosto del 1941 il reggimento venne inviato in Libia prendendo parte alla campagna del Nordafrica, combattendo nella Marmarica e nella Sirtica, meritando una Medaglia di bronzo al valor militare Il 24 ottobre 1942 il Reggimento fu tra i protagonisti della Seconda battaglia di El Alamein nel corso della quale il 5 novembre, accerchiato e distrutto, venne sciolto per eventi bellici.
Nel corso del conflitto alla guida del reggimento si sono alternati i seguenti comandanti:
- Colonnello Umberto Scattini
- Colonnello Umberto Bordoni
- Tenente colonnello Luigi Togna (ad interim)
- Tenente colonnello Renato Biancoli Borghi (ad interim)
- Tenente colonnello Alfonso DiTaro (ad interim)
- Capitano Ennio De Benedictis (ad interim)
- Capitano Eugenio Blandi (ad interim)

Il 9º Reggimento bersaglieri non sarebbe stato più ricostruito.

## 28º Battaglione bersaglieri "Oslavia"
Nel 1963, quando i reggimenti carristi vennero articolati su due battaglioni corazzati e un battaglione meccanizzato, la componente meccanizzata venne rappresentata dal XXVIII Battaglione bersaglieri, ricostituito nella sede di Bellinzago Novarese, nella caserma "Valentino Babini" equipaggiato con VTT M113 e inquadrato nel 31º Reggimento carri della Divisione corazzata "Centauro" del III Corpo d'armata.

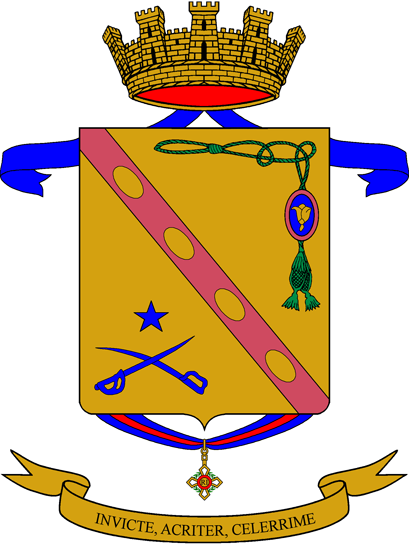
Stemma araldico del 28° Btg.Bers. "Oslavia"

 Nel 1975 in seguito alla profonda riforma dell'Esercito Italiano, che aboliva il livello reggimentale, con i battaglioni indipendenti alle dirette dipendenze delle brigate, il 31º Reggimento carri venne sciolto e il XXVIII battaglione divenne autonomo prendendo la denominazione di 28º Battaglione bersaglieri "Oslavia" ereditando Bandiera e tradizioni del 9º Reggimento bersaglieri, ed inquadrato nella 31ª Brigata corazzata "Curtatone" della Divisione corazzata "Centauro" del III Corpo d'armata.
Nel 1986 in seguito alla riforma dell'Esercito Italiano, che aboliva il livello divisionale, la Divisione corazzata "Centauro" venne sciolta e la 31ª Brigata corazzata "Curtatone" che era alle dipendenze dalla Divisione, trasformata nella 31ª Brigata corazzata "Centauro" e posta alle dirette dipendenze del III Corpo d'armata.
Il 15 ottobre 1996, in seguito alla trasformazione della brigata da corazzata in meccanizzata il 28º Battaglione bersaglieri "Oslavia" venne soppresso.

## Stemma
Scudo
- d'oro, trinciato da una banda di porpora caricata di quattro bisanti anch'essi d'oro; a sinistra un cordoncino con fiocco per polvere da sparo, posto ai lati dello scudo e legato ad uno scudetto ancile d'azzurro, caricato da un silfio d'oro di Cirenaica; a destra due sciabole incrociate d'azzurro una delle quali a lama diritta, sormontate da una stella d'azzurro

Ornamenti esteriori
- lista bifida: d'oro, svolazzante, collocata sotto la punta dello scudo, incurvata con la concavità rivolta verso l'alto, riportante il motto: "INVICTE, ACRITER, CELERRIME"
- onorificenza: accollata alla punta dello scudo con l'insegna pendente al centro del nastro con i colori della stessa
- nastri rappresentativi delle ricompense al Valore: annodati nella parte centrale non visibile della corona turrita, scendenti svolazzanti in sbarra ed in banda dal punto predetto, passando dietro la parte superiore dello scudo